# На парчета
„На парчета“ (на английски: Split) е американски филм от 2016 г. със сценарист и режисьор М. Найт Шаямалан. Главните роли се изпълняват от Джеймс Макавой, Аня Тейлър-Джой и Бети Бъкли.

## Продължение
След положителните отзиви и финансовия успех на филма Шаямалан потвърждава, че следващият му филм е ще е продължение на този и „Неуязвимият“. На 16 април 2017 г. той разкрива на страницата си в Twitter, че сценарият е завършен и че продължението ще се казва „Стъкления“. Насрочен е за 18 януари 2019 г. В него към ролите си ще се завърнат Брус Уилис, Самюъл Джаксън, Джеймс Макавой и Аня Тейлър-Джой от предишните филми.